# 競爭事務委員會

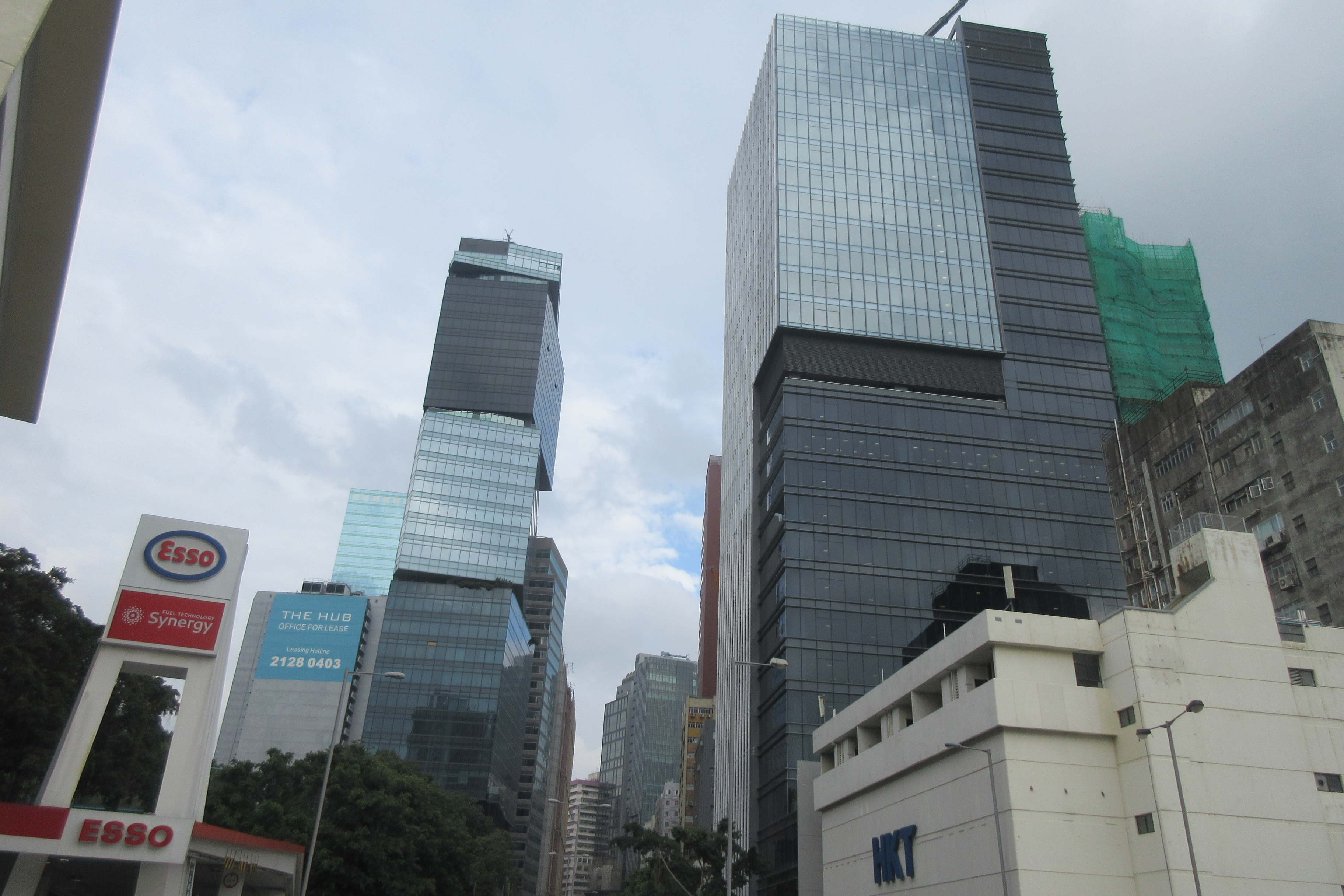
競爭事務委員會辦事處位於黃竹坑South Island Place（右）

競爭事務委員會，簡稱競委會（英語：Competition Commission），在2012年6月14日，於香港立法會通過香港法例《競爭條例》第619章制定成立，主席由胡紅玉出任，委任日期為2013年5月，再由13人委員組成。
競委會成立目的主要是用作宣傳、向市民教育禁止妨礙、限制或扭曲在香港的競爭的行為，以及禁止大幅減弱在香港的競爭。

## 事件
2014年9月3日，已故Stanley Wong博士委任競委會行政總裁，根據資料，他在1984年在加拿大展開其私人執業律師工作，就競爭法各範疇，包括卡特爾（cartels）、濫用市場權勢、合併及私人訴訟提供法律意見。曾擔任加拿大最高法院、上訴法院及審判庭，以及加拿大競爭事務審裁處的訟務律師。
2015年4月27日，競委會第619章《競爭條例》修訂草擬指引諮詢立法會，其資料為「制定並發布政策文件（例如寬待政策及執法政策）、其他刊物（例如為中小型企業（中小企）及工商組織提供簡單易明的單張及小冊子），及自行評估工具，以協助企業及其顧問了解應如何遵守《條例》。」和「競委會預期於2015年年中完成所有準備工作，待《條例》在政府指定日期全面實施後，隨即展開執法工作。」
2015年7月17日，競委會第619章《競爭條例》修訂日期為2015年12月14日生效，原因是擬擴大中小企業禁止企業從事反競爭行為，維護及改善競爭環境。
2015年11月2日，競委會發出了版《如何遵守〈競爭條例〉中小型企業實用指南》，協助商界，特別是中小型企業（中小企），檢視他們的營商手法。
2015年11月19日，競委會發表《執法政策》及《合謀行為寬待政策》2份文件，包括擴大專注守法工作、嚴重程度、有效而適當的補救方法等。
2015年12月14日，競委會第619章《競爭條例》修訂全面生效。

## 管理層
歷任主席
- 胡紅玉（2013年5月至2020年5月1日）
- 陳家殷（2020年5月1日至今）

歷任行政總裁
- Stanley Wong（2014年9月至2016年3月）[23]
- 韋樂思（2016年3月至2017年9月2日）
- 冼博崙（Brent Snyder）（2017年9月4日至2020年11月28日）[24]
- 畢仲明（Rasul Butt）（2021年5月3日至今）

## 相關影視作品
- 競爭事務委員會與香港電台合作，以真實案件改編，於2022年推出電視劇《競爭之合謀有罪》[25]

## 外部連結
- compcomm.hk （页面存档备份，存于）